# Rho Coronae Borealis b
Rho Coronae Borealis b(ρ CrB b / ρ Coronae Borealis b) es un planeta extrasolar alrededor de 57 años luz de distancia en la constelación  de Corona Borealis. El planeta fue descubierto orbitando el gemelo solar,  enana amarilla estrellas Rho Coronas Borealis en abril de 1997 (uno de los primeros descubiertos). La distancia del planeta a la estrella es sólo una quinta parte de la distancia de la Tierra del sol. La órbita es circular y tiene 40 días para completar una revolución alrededor de la estrella. El planeta tiene una masa de alrededor de Júpiter. Sin embargo, la inclinación del plano orbital no se sabe por lo que el valor es sólo un mínimo.
En el 2000 un grupo de científicos afirma, con base en datos astrométricos preliminares del satélite Hipparcos, que la inclinación del planeta sería de 0,5 ° y su masa hasta 115 veces la de Júpiter. Este cuerpo masivo no sería nada más que una enana roja. Sin embargo, esto es estadísticamente muy improbable, y la exposición, no ha sido reivindicada.